# 警備隊 (府県警察部)
警備隊（けいびたい）とは、1944年（昭和19年）から1946年（昭和21年）まで存在した府県警察部管轄の警備警察部隊。現在の機動隊に相当する部隊である。

## 来歴
内務省警視庁では、1933年に特別警備隊を設置していた。これは行幸啓の警衛、国葬や大衆運動の警備、災害時の救助活動等に従事して集団警備力を発揮し、「昭和の新選組」の通称で広く市民からも親しまれていた。その後、第二次世界大戦が激化し、日本本土空襲が始まると、特別警備隊は空襲のつど被災地へ出動して、警備・救護にあたった。
1944年に入って日本本土空襲が更に切迫すると、空襲などの非常事態に対して、警察の基幹戦力となる集団警備力が求められるようになった。このことから、警視庁特別警備隊を増強改編するとともに、同様の部隊を他の府県警察部にも設置することとなった。これに応じて創設されたのが本部隊であり、1944年4月12日、勅令第243号に基づく地方官官制の改正により、主要都市を抱えた13都道府県に設置することとされた。警視庁と大阪府警察局については警務部、その他の府県では警察部に属するものとされた。

## 編制

### 設置都道府県
下記の13庁道府県に、計23個大隊が設置された。なお2個大隊以上が設置されたのは北海道、警視庁、大阪府、神奈川県、愛知県、兵庫県、福岡県の7庁道府県であった。
- 警視庁
- 北海道庁警察部
- 京都府警察部
- 大阪府警察局
- 神奈川県警察部
- 兵庫県警察部
- 長崎県警察部
- 埼玉県警察部
- 千葉県警察部
- 愛知県警察部
- 広島県警察部
- 山口県警察部
- 福岡県警察部

### 部隊編制
部隊の編制はおおむね下記の通りであった。
- 本部
- 大隊 - 警視を長として要員153名（2個中隊編成）
- 中隊 - 警部を長として要員74名（隊長のほか、副隊長たる警部1名、伝令たる巡査2名、および2個小隊編成）
- 小隊 - 警部補を長として要員35名（隊長のほか、伝令たる巡査1名、および3個分隊編成）
- 分隊 - 巡査部長を長として要員11名（隊長のほか巡査10名）

警備隊規則（内務省訓令第16号）第7条で「警備隊ニハ車両、救急資材、工作又ハ救出器具、照明通信機器、防具其ノ他警備ノ実施ニ必要ナル資材ヲ整備スルモノトス」と定められており、警備隊には車両、救助・復旧用資機材等を備えて、空襲等の被災時における警備、被災地域での救助活動、道路等の応急復旧等の緊急活動に従事した。
敗戦後、陸海軍と憲兵が解体・廃止されるという状況下で治安確保を図る観点から、内務省では警備隊の大幅な増強を行いたい考えであった。具体的には、警察官数を現在の定員（9万2713人）の2倍にすること、騒擾事件・集団的暴動・天災などに対処するため、集団的機動力をもつ「警備隊」（2万人を常設し、必要あるときは4万人を一般警察官によって編成する）を設置するほか、陸海軍と憲兵なき後、現在の警察の装備では鎮圧が困難なので、軽機関銃・自動短銃・小銃・自動貸車・無線機などの武器や器材を整備して、「武装警察隊」を設置する計画であり、警察を軍隊の代わりにすることを意図していた。そのため、1945年9月7日、内務省は陸軍省・海軍省と協議し、復員軍人を警察官に吸収する計画を立てていた。
1945年10月5日、政府はGHQに上記の警察力拡充計画の許可を求めたが、軍事的組織の温存・復活を警戒するGHQはこれを容れず、逆に1946年1月16日付指令「警備隊の廃止」を発し、全国の警察警備隊の廃止を命じた。これを受けた昭和21年2月6日内務省訓令第14号により、警備隊は一斉に廃止されたが、その8日後の1946年1月24日に警視庁に限って防護隊が新設された。

### 編制例
警視庁警備隊
特別警備隊を改編し、本部（警視庁内）及び6個大隊体制で発足。各大隊は四個中隊（中央大隊のみ五個中隊）、中隊は二個小隊、小隊は四個分隊編成とされた。人員は隊長以下2,550名であった。また装備として、各地区大隊に無線自動車（中型バスに無線機を装備したもの）を配置していた。
特別警備隊当時は本部・部隊とも警視庁本庁内に設置されていたが、警備隊へ拡充後は当初より方面別に担当区域を区分した分駐体制を採り、大隊の名称もそれに応じたもの（中央・南部・西南部・西部・北部・東部）としていた。
東京大空襲以降、警備体制の再編を図ることとなり、1945年（昭和20年）5月以降担当区域を七方面とし、部隊編成としては三多摩大隊と特設大隊の二個大隊を追加した八個大隊体制に移行して終戦を迎えた。
空襲時の警備・救助活動等に従事したほか、終戦直後に発生した愛宕山事件に際しては、中央大隊が警備・鎮圧に出動している。
埼玉県警備隊
勅令第243号に基づき新設され、本部及び1個中隊体制で発足。編制は概ね規定通りであったが人員は隊長以下64名、隊長は警務課長（警視）が兼務した。1945年2月以降は規定通り74名に増強された。装備として、隊員輸送用の大型貨物自動車1両のほか、シャベル、鳶口、バケツ、ロープ、掛矢、杭、更に隊員自製の担架と梯子を備えていた。
福岡県警備隊
勅令第243号に基づき新設され、本部及び3個大隊体制で発足。編制は概ね規定通りであり、人員は隊長以下482名であった。また装備として、中隊毎に1台の隊員輸送用車両（計6台）、およびスコップ、つるはし、ロープ、担架などを備えていた。
工業地帯や重要港湾施設の集中する北九州地区での活動を主任務とし、分駐体制は採らず、本部・部隊とも小倉市到津に設置されていた。大隊の名称は番号制（第一〜第三）であった。
長崎県警備隊
勅令第243号に基づき新設され、本部及び1個中隊体制で発足。編制は概ね規定通りであり、人員は隊長以下74名であった。また装備として、貨物自動車2台、サイドカー1台、自動自転車を配備していた。
当初は分駐体制を採らず、隊は長崎市に設置されていた。
1945年（昭和20年）6月以降、第二小隊を佐世保市に分駐させ、長崎県警備隊佐世保分駐隊と称した。